# Мбвана
Мбва́на (англ. M'bwana) — традиційна громада у складі дистрикту Нхата-Бей Північного регіону Малаві.
Населення — 24058 осіб (2018).